# Hervé Gaschignard

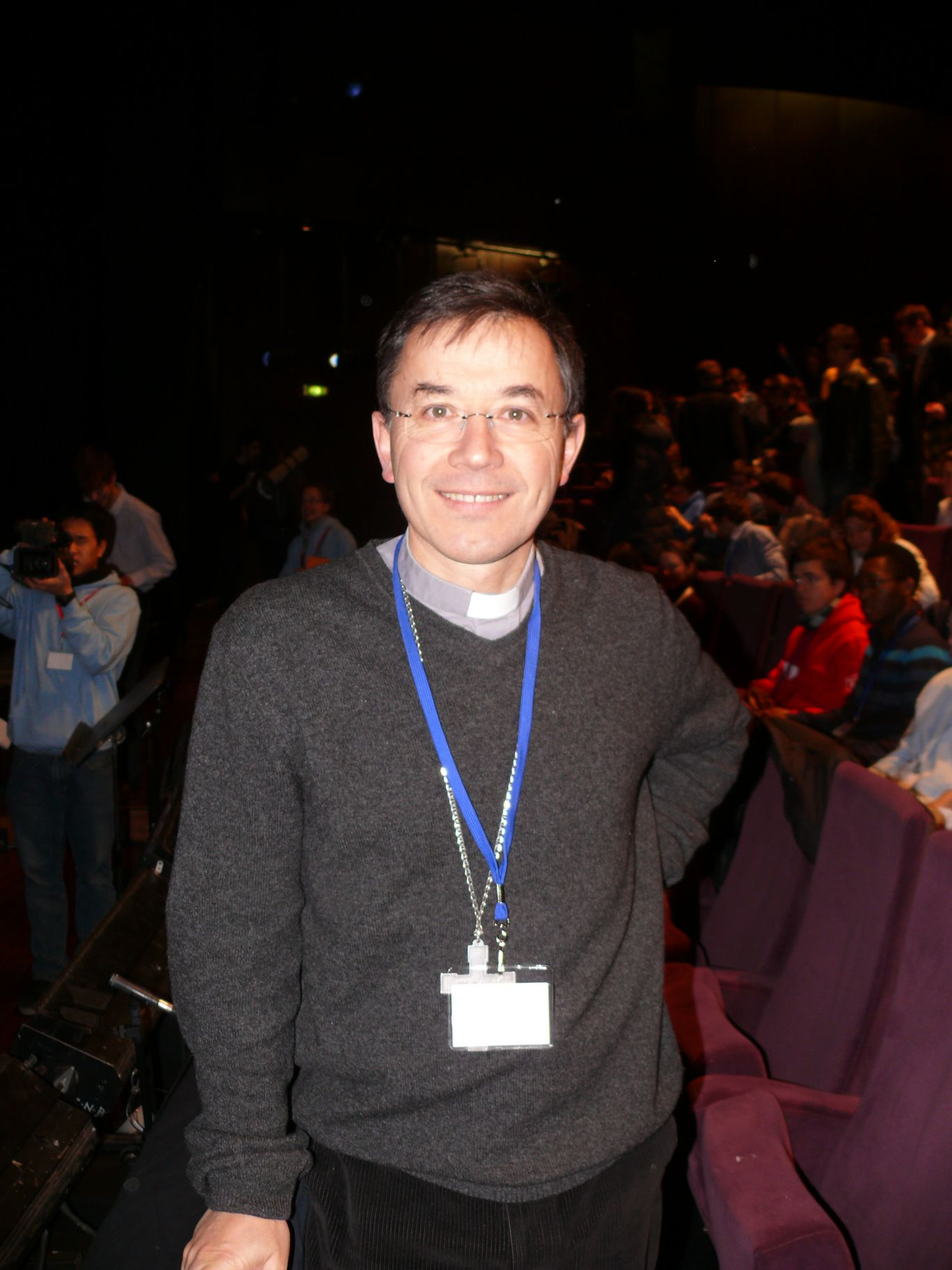
Hervé Gaschigniard, 2012 in Rennes

Wappen

Hervé Gaschignard (* 14. Juni 1959 in Saint-Nazaire) ist ein französischer Geistlicher und emeritierter römisch-katholischer Bischof von Aire und Dax.

## Leben
Hervé Gaschignard studierte dogmatische Theologie und empfing am 1. Juli 1989 die Priesterweihe. Von 1995 bis 2006 wirkte er im Priesterseminar von Nantes, unter anderem als Professor für dogmatische Theologie und Rektor.
Papst Benedikt XVI. ernannte ihn am 30. Oktober 2007 zum Weihbischof in Toulouse und Titularbischof von Bisuldino. Der Erzbischof von Toulouse, Robert Le Gall OSB, spendete ihm am 6. Januar des nächsten Jahres die Bischofsweihe; Mitkonsekratoren waren Émile Marcus PSS, Alterzbischof von Toulouse, und Georges Pierre Soubrier PSS, Bischof von Nantes. Als Wahlspruch wählte er Venez, adorons-le.
Am 24. Januar 2012 wurde er zum Bischof von Aire und Dax ernannt und am 11. März desselben Jahres in das Amt eingeführt.
Papst Franziskus nahm am 6. April 2017 sein Rücktrittsgesuch an. Grund dafür war der Vorwurf einiger Verantwortlicher, Bischof Gaschignard hätte sich unangemessen gegenüber Jugendlichen verhalten.
Eine Untersuchung der Staatsanwaltschaft bestätigte im Juni 2017 die Vorwürfe gegen ihn, diese seien jedoch nicht strafrechtlich relevant.